# La Poupée (X-Files)
La Poupée (Chinga) est le 10e épisode de la saison 5 de la série télévisée X-Files. Dans cet épisode, Scully, en vacances dans le Maine, enquête sur des cas d'automutilation et des suicides apparemment provoqués par une petite fille.
L'épisode est écrit par l’écrivain Stephen King, qui est un admirateur de la série, en collaboration avec Chris Carter, qui a réécrit les passages concernant les interactions entre Mulder et Scully. Durant le tournage, Gillian Anderson interprète ses dialogues avec le shérif sur un ton humoristique avant de se voir signifier que ces scènes ne sont pas censées être comiques. L'épisode a reçu un accueil mitigé de la critique.

## Résumé
À Amma Beach, sur la côte du Maine, la jeune Polly Turner, qui ne quitte jamais sa poupée, accompagne sa mère Melissa dans un supermarché. Polly ne supporte pas que les clients qui regardent sur elle et sa mère. Soudainement, tous les autres clients se griffent convulsivement les yeux, alors que le boucher du magasin retourne son couteau contre lui. Scully, en vacances dans le Maine, arrive en ville peu après et constate le carnage. Elle décrit par téléphone le cas à Mulder, qui s'ennuie au siège du FBI, et celui-ci suspecte un cas de sorcellerie. Scully prête assistance à la police locale et remarque sur la vidéo de surveillance du magasin que Melissa Turner et sa fille sont les seules à ne pas avoir été affectées. Jack Bonsaint, le shérif, lui apprend que le boucher était amoureux de Melissa, et que celle-ci est veuve depuis un accident de pêche mystérieux survenu l'année précédente à son mari.
Buddy Riggs, un adjoint de Bonsaint, est lui aussi amoureux de Melissa et la prévient des soupçons qui pèsent sur elle. Il lui propose de l'aider mais Melissa lui conseille de se tenir à l'écart, lui expliquant qu'elle a eu une vision de la mort du boucher juste avant que celle-ci ne survienne. Pendant ce temps, une vendeuse qui a demandé à Polly de payer sa glace est victime d'un accident quand ses cheveux se prennent dans un mixeur. Scully et Bonsaint n'arrivent pas à trouver Melissa pour l'interroger. Dans la nuit, une vieille dame, qui a affirmé devant Scully et Bonsaint que Melissa et Polly étaient des sorcières et elle avait giflé Polly autrefois, est contrainte de se trancher la gorge. Melissa, partie se cacher à la campagne avec Polly, revient en ville quand elle a une vision de la scène. Riggs la trouve chez elle, avec cette fois-ci l'intention de la livrer à la police par accusation de sorcellerie, mais est à son tour forcé de se frapper à mort.
Scully interroge un pêcheur qui travaillait avec le mari de Melissa, et celui-ci lui confie qu'il est mort peu après avoir repêché une vieille caisse, dans laquelle se trouvait une poupée qu'il a offert à sa fille. Scully téléphone à Mulder pour lui demander ce qu'il sait sur le sujet des poupées envoutées. Après avoir eu une vision de sa propre mort, Melissa tente de brûler la maison dans une tentative désespérée de détruire la poupée mais en est empêchée par celle-ci. Scully et Bonsaint arrivent sur les lieux pour arrêter Melissa en lui accusant de sorcellerie et au moment où Melissa est sur le point de se tuer à coups de marteau. Scully prend la poupée à Polly et la détruit en la faisant brûler dans un four à micro-ondes. Lors de la dernière scène, un pêcheur ouvre un casier à homards et trouve à l'intérieur la poupée brûlée mais encore animée.

## Distribution
- David Duchovny : Fox Mulder
- Gillian Anderson : Dana Scully
- Susannah Hoffman : Melissa Turner
- Larry Musser : Jack Bonsaint
- William MacDonald : Buddy Riggs
- Jenny-Lynn Hutcheson : Polly Turner

## Production

### Préproduction
En 1995, Stephen King rencontre David Duchovny alors qu'ils sont tous deux invités au jeu télévisé Jeopardy!. L'écrivain, qui ne connaît pas X-Files, commence à regarder la série après cette rencontre et en devient rapidement un fervent admirateur. Il déclare notamment beaucoup aimer les relations entre Mulder et Scully : « j'adore ce qui se passe entre eux, et la psychologie inversée. Mulder a toutes les caractéristiques féminines, et Scully est le vrai personnage de dur ».
King exprime alors son désir d'écrire un scénario pour la série. Chris Carter aurait préféré que King contribue à Millennium mais accepte néanmoins avec enthousiasme. King lui envoie plusieurs versions du scénario, puis Carter réécrit les passages concernant les échanges entre Mulder et Scully car il estime que « leurs scènes communes ne fonctionnent pas ». Les deux agents sont donc séparés dans la version finale du script, et Carter est crédité comme coscénariste. Le réalisateur Kim Manners affirme d'ailleurs que le scénario définitif ressemble beaucoup plus à un travail de Chris Carter que de Stephen King.

### Tournage
Durant le tournage, Gillian Anderson est incertaine du ton de l'épisode et si elle doit jouer ses scènes avec le shérif sur un mode humoristique. Elle interprète donc ses dialogues sur un ton ironique, avant de recevoir un appel de Chris Carter qui l'informe que ses lignes de dialogues n'étaient pas censées être comiques et qu'il a fallu faire beaucoup de coupes au montage pour que son ton humoristique n'apparaisse pas à l'écran. Les scènes se déroulant dans le supermarché sont tournées dans un Shop Easy de Port Coquitlam spécialement aménagé pour le tournage, qui se déroule en décembre 1997. Durant le tournage de la scène d'automutilations dans le supermarché, un véritable client qui avait pénétré par erreur sur le plateau est pris d'une crise de panique.
La poupée maléfique est fabriquée en cousant ensemble des morceaux de différentes poupées. Une tête et une perruque surdimensionnées sont ensuite placées sur la poupée. La scène où le boucher se plante le couteau dans l'œil est créée par ordinateur, le technicien des effets spéciaux testant son efficacité en montrant le résultat à ses fils de neuf et onze ans et en observant leurs réactions.

## Accueil

### Audiences
Lors de sa première diffusion aux États-Unis, l'épisode réalise un score de 12,8 sur l'échelle de Nielsen, avec 18 % de parts de marché, et est regardé par 21,33 millions de téléspectateurs. Il est rebaptisé Bunghoney lors de sa diffusion au Royaume-Uni car chinga est un juron utilisé au Mexique comme équivalent de fuck.

### Accueil critique
L'épisode a reçu un accueil mitigé de la critique. Parmi les critiques favorables, Erin McCann, du Guardian, le classe parmi les 13 meilleurs épisodes de la série, évoquant « une terrifiante poupée maléfique [...] bien déterminée à effrayer les téléspectateurs ». Katie Anderson, de Cinefantastique, classe la scène où le boucher retourne son couteau contre lui à la 8e place des moments les plus effrayants de la série. Le site Television Without Pity le classe à la 9e place des épisodes les plus effrayants de la série. Pour Anna Redman, du magazine Hello! Canada, c'est « l'un des meilleurs épisodes de la série ».
Parmi les critiques mitigées, Zack Handlen, du site The A.V. Club, lui donne la note de C-, estimant que les talents d'écrivain de Stephen King s'accordent mal à ceux nécessaires à un bon scénariste, et que, bien que l'épisode ne soit « jamais ennuyeux » et comporte quelques scènes efficaces, le scénario est « peu soigné » et plutôt idiot dans l'ensemble. Dans leur livre sur la série, Robert Shearman et Lars Pearson lui donnent la note de 2,5/5, affirmant que ce qui aurait pu fonctionner à l'écrit donne à l'écran un résultat « maladroit » malgré des scènes humoristiques réussies. Le site Le Monde des Avengers estime que malgré « les hilarantes conversations téléphoniques entre Scully et Mulder » et « la très belle composition de Susannah Hoffman », on n'a qu'un petit aperçu du déchirement intérieur du personnage de Melissa et, « privé de ce ressort essentiel, la poupée et ses effets ridicules paraissent beaucoup plus grotesques qu’autre chose, tout simplement parce que nous les considérons de l’extérieur, au lieu de les voir à travers les yeux exorbités d’horreur de la mère ou des autres victimes ».
Du côté des critiques négatives, Paula Vitaris, de Cinefantastique, lui donne la note de 1/4, évoquant une « grave déception » car l'épisode échoue à être effrayant alors que les scènes avec Mulder, censées être comiques, tombent à plat. Pour John Keegan, du site Critical Myth, qui lui donne la note de 4/10, l'épisode se révèle « assez décevant » et aurait beaucoup mieux fonctionné s'il avait été pris franchement à la dérision, comme cela semblait être l'intention initiale de Stephen King, car il n'est sous sa forme finale ni assez horrifique, ni assez saugrenu.
Le personnage de la poupée est régulièrement cité parmi les « monstres de la semaine » les plus marquants de la série. Louis Peitzman, du site Buzzfeed, la classe à la 7e place des monstres les plus effrayants de la série. Pour le magazine TV Guide, elle compte parmi les monstres les plus effrayants de la série.

## Commentaire
Dans cet épisode, Scully apprend que Mulder a trouvé l'affiche I want to believe à Main Street, chez un brocanteur.